# James Simon

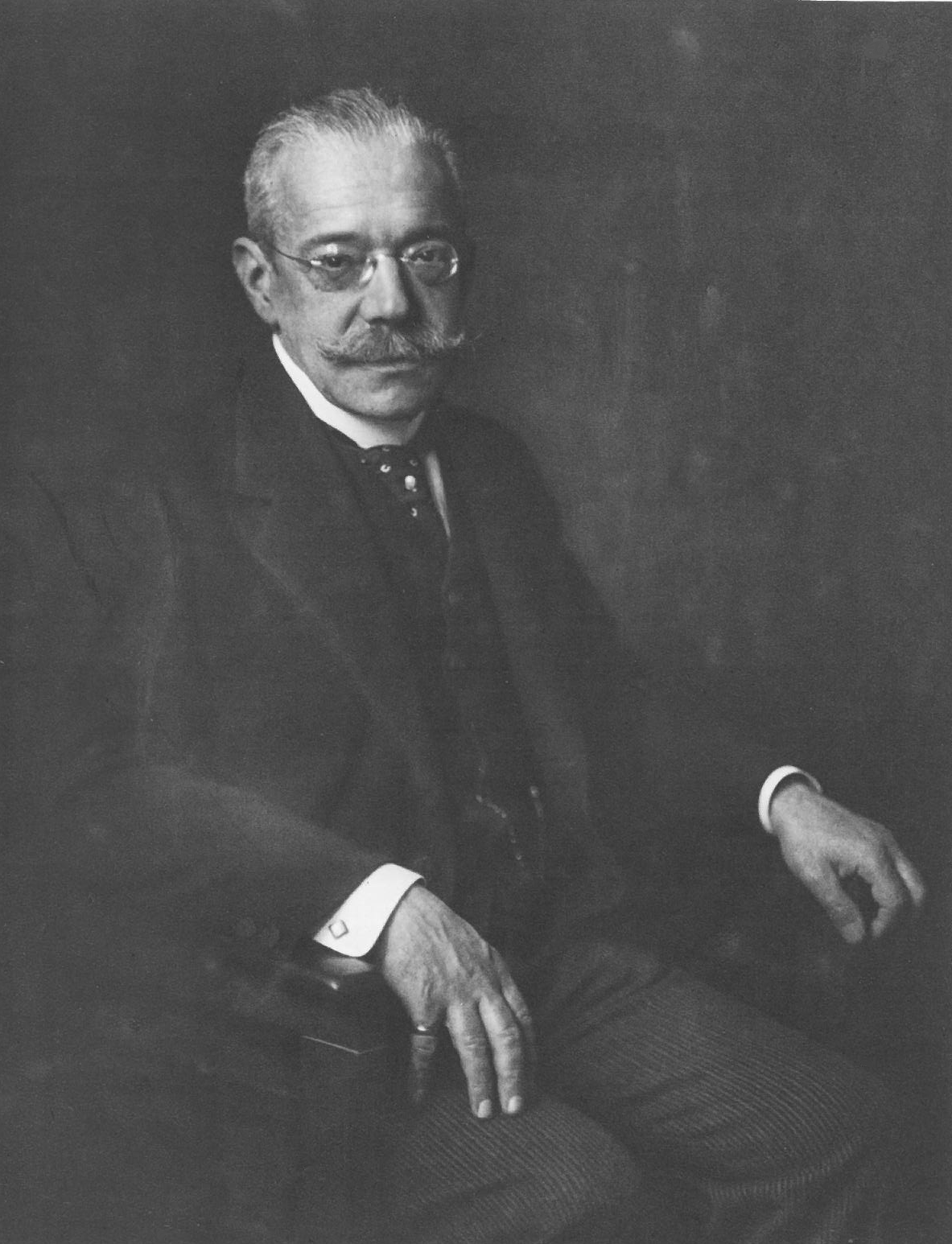
James Simon, Fotografie um 1895

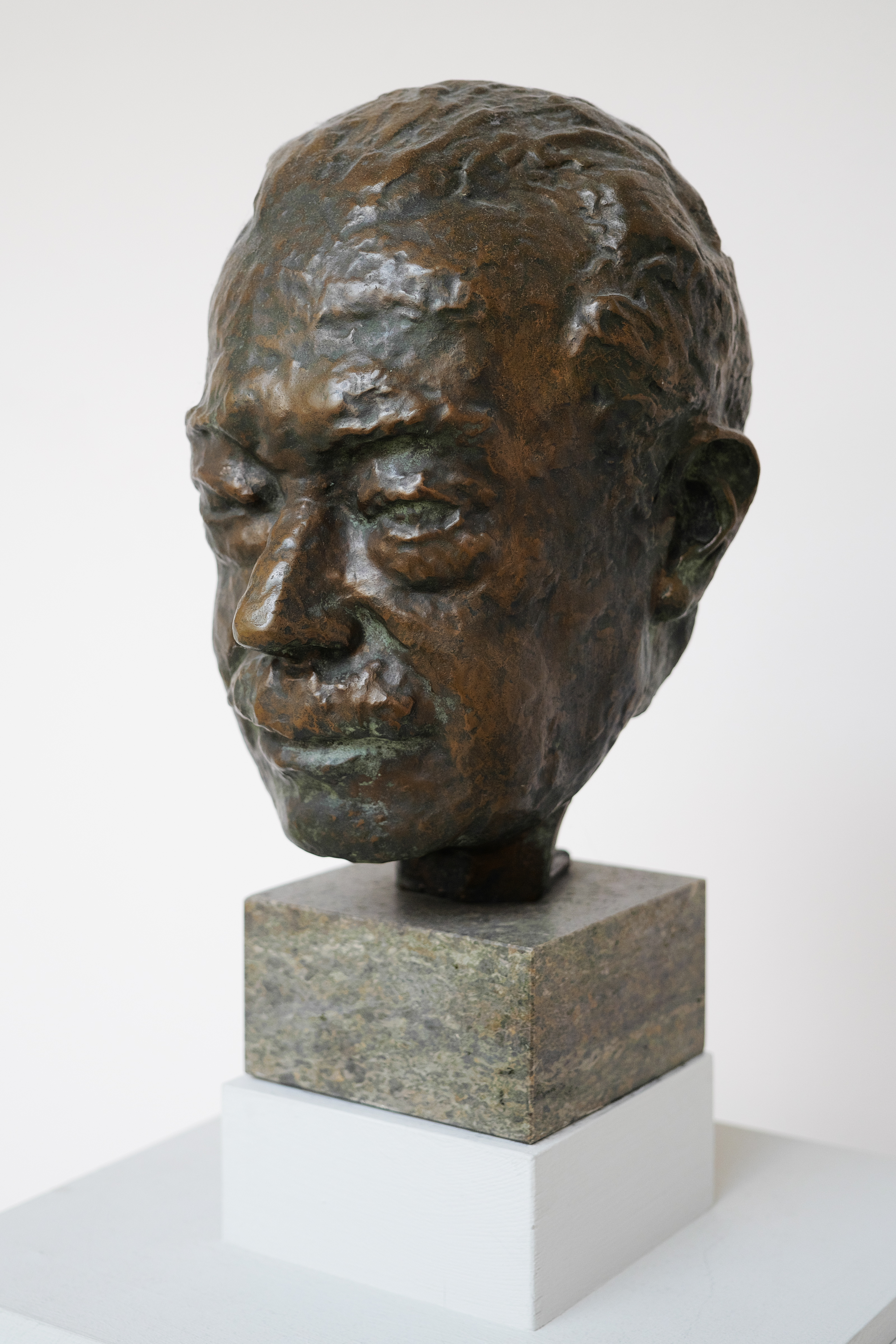
Bronzebüste von James Simon in der Berliner Gemäldegalerie

Henri James Simon ([ˈd͡ʒeɪms ˈziːmɔn], * 17. September 1851 in Berlin; † 23. Mai 1932 ebenda) war ein deutscher Unternehmer im Berlin der wilhelminischen Ära, Förderer der Berliner Museen, Gesprächspartner von Kaiser Wilhelm II. sowie Gründer und Finanzier zahlreicher wohltätiger Einrichtungen. Mit seinem Namen dauerhaft verbunden ist die Porträtplastik der Nofretete, die er dem Ägyptischen Museum in Berlin übereignete. Simon gilt als einer der bedeutendsten Kunstmäzene seiner Zeit.

## Leben

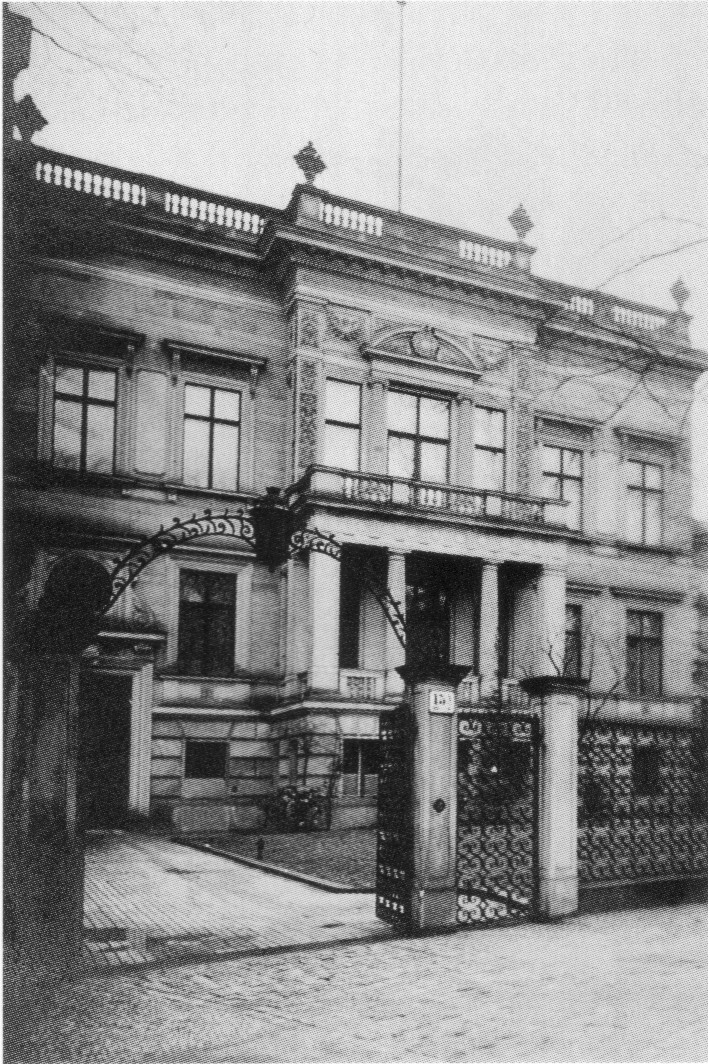
Tiergartenstraße 15a in Berlin, Fotografie um 1890

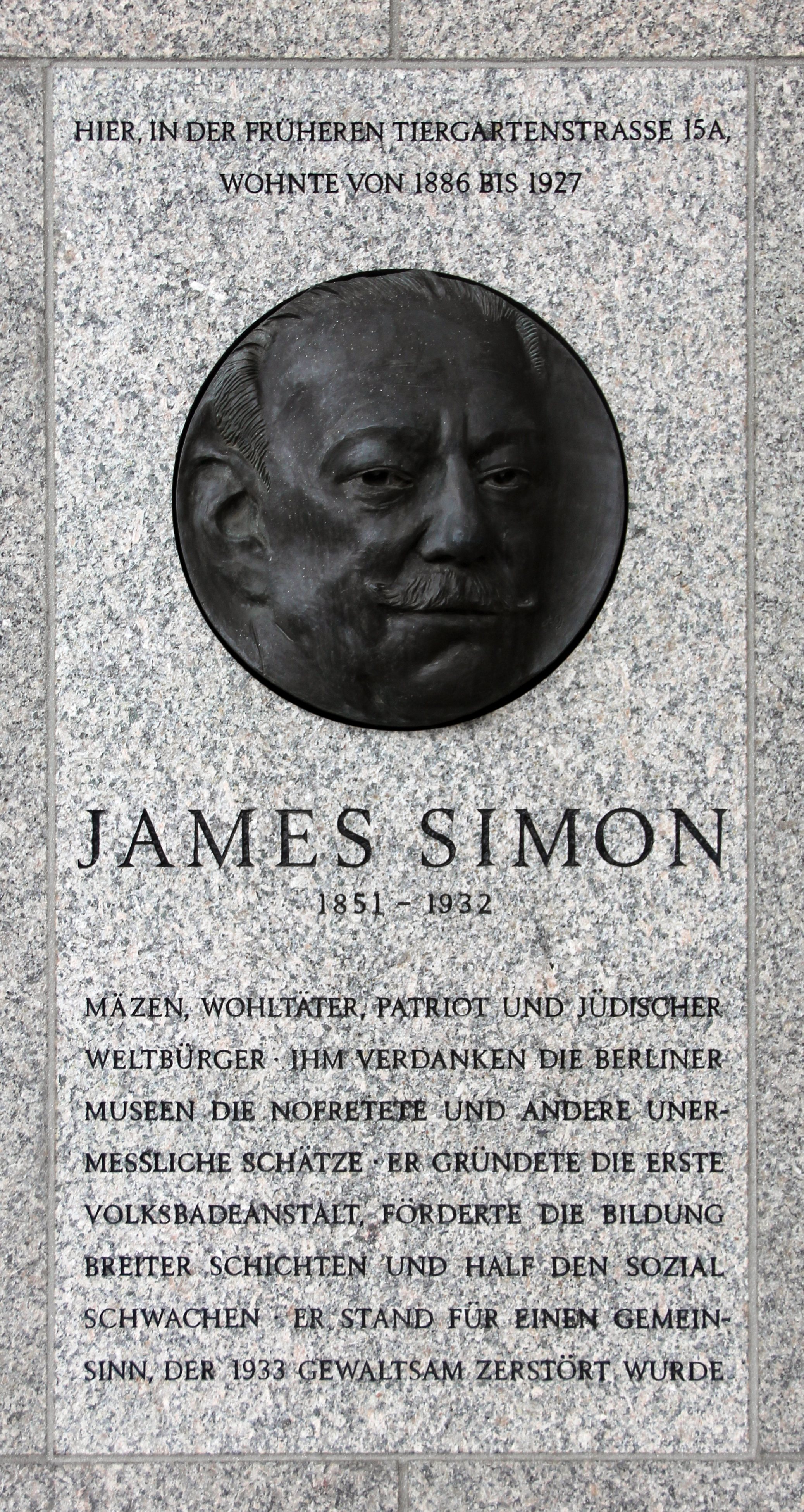
Gedenktafel am Haus, Tiergartenstraße 15, in Berlin-Tiergarten

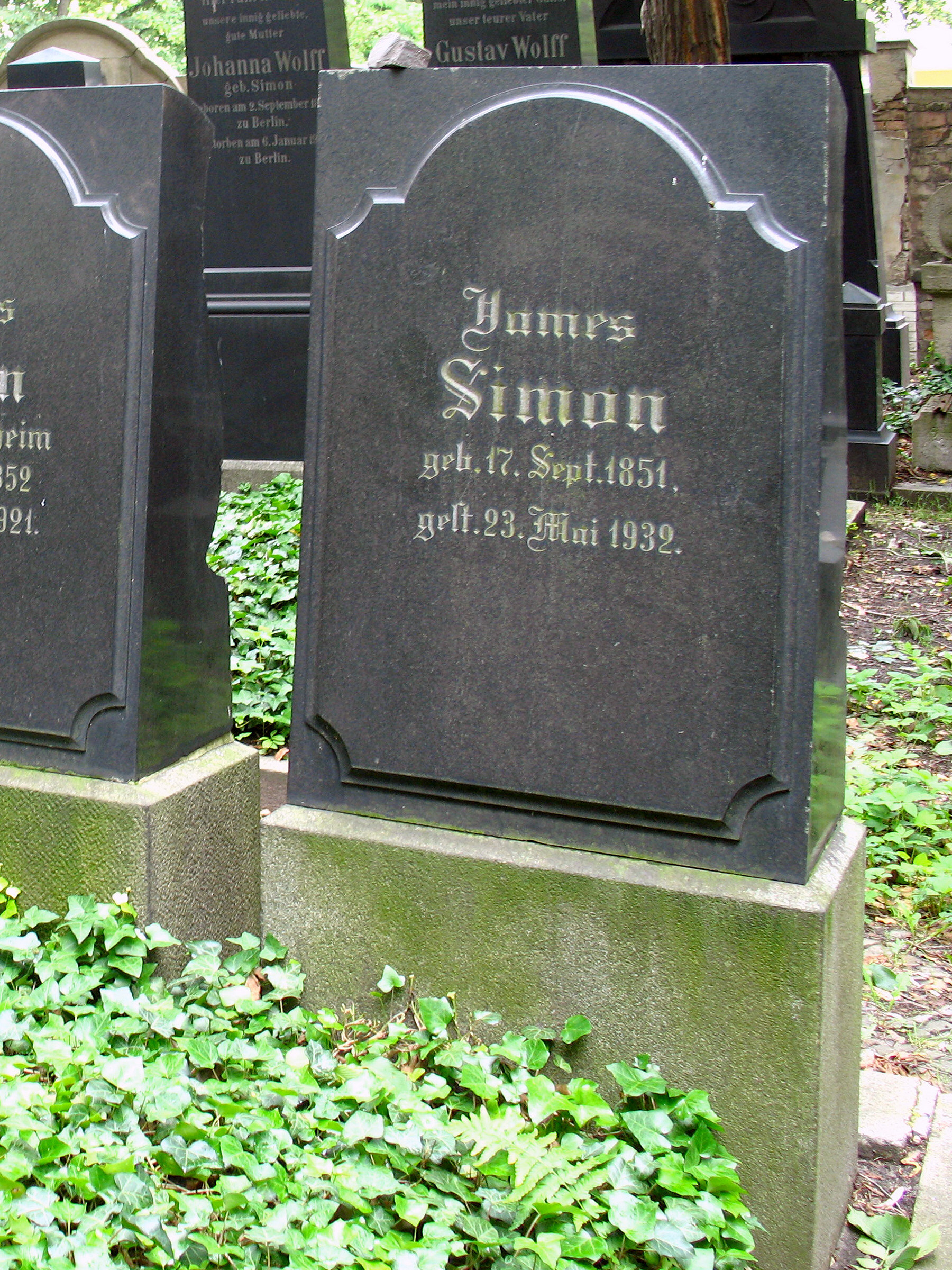
Grabstein auf dem Jüdischen Friedhof Schönhauser Allee

Simon war jüdischen Glaubens. Sein Vater Isaac (1816–1890) aus Pyritz in Pommern, dann Schneider in Prenzlau, war 1838 nach Berlin gegangen. Mit einem Geschäft für Herrengarderobe, danach mit einem 1852 mit seinem Bruder Louis (1828–1903) gegründeten Unternehmen für den Zwischenhandel mit Baumwolle war er schnell wohlhabend geworden. Den Anstoß zum wirklich großen Reichtum der Familie gab dann ein historisches Ereignis in Übersee: der Sezessionskrieg in den USA, in dessen Verlauf der Export von Baumwolle nach Europa zum Erliegen kam. In Preußen entstand 1863/1864 eine Baumwollkrise, die Brüder Simon konnten ihre großen Lagerbestände zum fünffachen Preis verkaufen. Die Firma wuchs rasch, seit den 1870er Jahren bis zum Beginn des Ersten Weltkrieges 1914 war sie das bedeutendste Baumwollunternehmen auf dem europäischen Kontinent. Die Brüder Simon wurden als „Baumwollkönige“ bekannt, eine Bezeichnung, die später auch für Isaacs Sohn James verwendet wurde.
James Simon wurde am 17. September 1851 geboren, seine Mutter Adolphine (1820–1902) war Tochter eines Rabbiners. James besuchte das renommierte Gymnasium zum Grauen Kloster in Berlin, entwickelte eine Vorliebe für Latein, Griechisch und Alte Geschichte, spielte regelmäßig Klavier und Geige. Mathematik lag ihm weniger. Er hätte gerne Klassische Philologie studiert, fügte sich aber dem Wunsch seines Vaters und begann nach dem Abitur 1869 eine praktische Ausbildung als Lehrling im Unternehmen der Familie. Im englischen Bradford, damals Zentrum der britischen Textilindustrie, absolvierte er ein halbjähriges Volontariat und trat schließlich mit 25 Jahren als Juniorpartner in die Firma des Vaters ein. 1883 wurde er Mitglied in der Gesellschaft der Freunde, einem wichtigen Verein des Berliner Judentums. Nach dem Tod seines Vaters 1890 führte er das Unternehmen zunächst gemeinsam mit seinem Onkel Louis, später dann mit seinem Cousin Eduard. Neben vielfältigen kulturellen und sozialen Interessen und Aktivitäten war James Simon auch geschäftlich äußerst erfolgreich. 1911 besaß er ein Vermögen von etwa 35 Millionen Mark und verfügte über ein Einkommen von 1,5 Millionen Mark. Damit stand er auf Platz sieben in der Rangliste der Millionäre in der Hauptstadt des Kaiserreiches.
Mit 27 Jahren heiratete James Simon. Seine Frau Agnes (1851–1921) stammte ebenfalls aus einer angesehenen Familie der Berliner Textilbranche. Ihre Eltern waren Helena, geborene Arndt, und Leonor Reichenheim (1814–1868), Teilhaber des Textilunternehmens N. Reichenheim & Sohn, Abgeordneter des Preußischen Abgeordnetenhauses, des Norddeutschen Reichstags und der Berliner Stadtverordnetenversammlung, Mitbegründer der nationalliberalen Partei und unbesoldeter Stadtrat von Berlin.
1886 bezog das Ehepaar Simon das Obergeschoss in der neu erbauten väterlichen Villa in der Tiergartenstraße 15 a (frühere Hausnummer 5 a), einer der besten Adressen im Berlin der Kaiserzeit. Die dreigeschossige Villa, mit zahlreichen Kunstgegenständen dekoriert, wurde im Jahr 1908 vom Architekten Alfred Breslauer komplett umgestaltet. Das Haus brannte im Zweiten Weltkrieg aus, die Ruine wurde abgebrochen und im Mai 1957 abgeräumt. Seit dem Jahre 2000 steht auf diesem Grundstück die Landesvertretung Baden-Württembergs. Die Simons hatten drei Kinder: Helene (1880–1965), die den Juristen Ernst Westphal, einen Enkel Alexander Mendelssohns, heiratete, Heinrich (1885–1946) und (die geistig behinderte) Marie-Luise (1886–1900).
James Simon war ein berühmter und gesellschaftlich anerkannter Mann im Rahmen dessen, was bei dem latent vorhandenen Antisemitismus jener Zeit möglich war. Freunde und Mitarbeiter beschrieben ihn als äußerst korrekt, als sehr zurückhaltend, immer darauf bedacht, Persönliches und Berufliches zu trennen. Ihm wurden Titel und Ehrungen angetragen, die er auch entgegennahm, um niemanden zu kränken, vermutlich auch mit stiller Genugtuung, aber er entzog sich dabei jedem öffentlichen Zeremoniell. James Simon starb am 23. Mai 1932. Er wurde auf dem Jüdischen Friedhof an der Schönhauser Allee in Berlin im Feld L3, G3 beigesetzt. Er war Mitglied der Berliner Jüdischen Reformgemeinde. Kaiser Wilhelm II., längst im niederländischen Exil im Haus Doorn, ließ einen Kranz am Grab niederlegen.

## Die „Kaiserjuden“

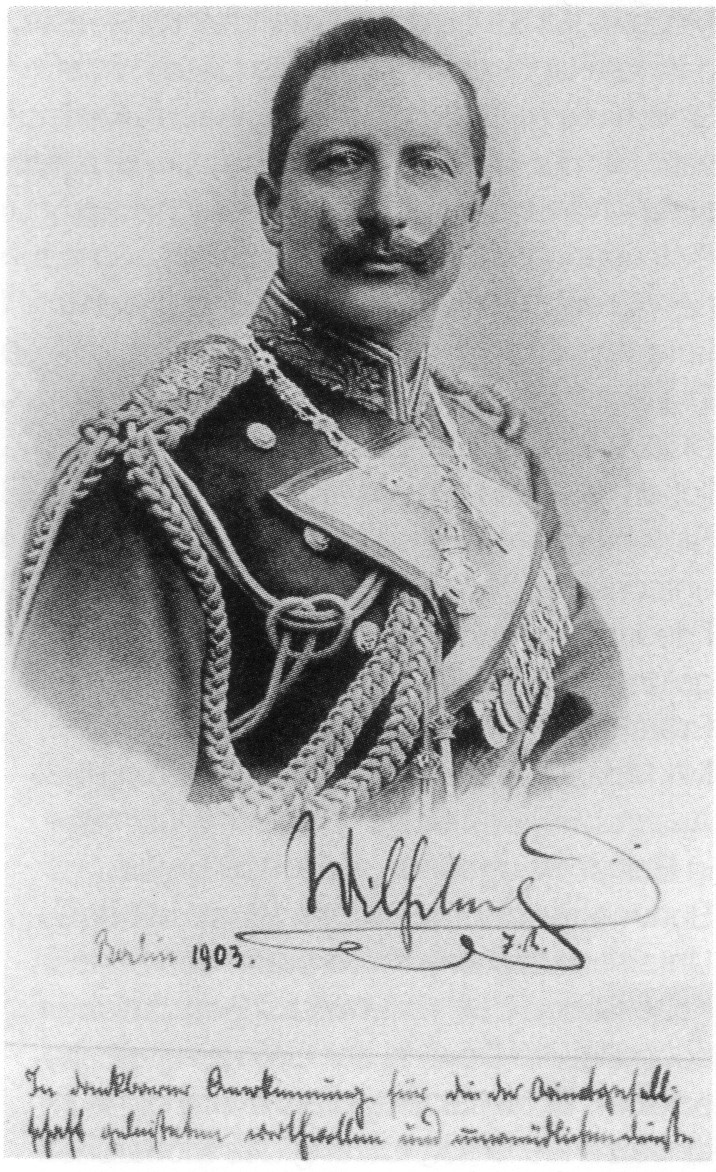
Fotografie von Kaiser Wilhelm II. mit persönlicher Widmung, 1903

Mit der durchaus unfreundlich gemeinten Bezeichnung „Kaiserjuden“ bedachte Chaim Weizmann, Zionist und später erster Staatspräsident Israels, eine kleine Gruppe prominenter Berliner Juden wegen ihrer Nähe zu Wilhelm II. Zu diesem Kreis gehörten vor allem Albert Ballin, Generaldirektor der HAPAG, und seit 1901 auch James Simon; weitere Teilnehmer der Runde waren der Kohleunternehmer Eduard Arnhold, die Bankiers Carl Fürstenberg, Ludwig Max Goldberger und Paul von Schwabach sowie Emil und Walther Rathenau von der AEG. Wilhelm II. konsultierte diese Männer zunächst wegen ihres ökonomischen Sachverstands. Daraus entwickelten sich zwanglose Gesprächsabende, die den unterschiedlichsten Themen gewidmet waren. Simons Rat war besonders gefragt, wenn es um jüdische Belange ging, nach einiger Zeit wurde seine Anwesenheit immer dann verlangt, wenn der Kaiser über jüdische Angelegenheiten entscheiden musste. Simon leistete diese Beiträge stets als Privatperson, ohne jeden offiziellen Status.
Ein solches Vertrauensverhältnis war nicht selbstverständlich. Zweifellos repräsentierte der Kaiser eine erzkonservative Gesinnung und hatte auch antijüdische Ressentiments. Simon dagegen war Mitbegründer des „Vereins zur Abwehr des Antisemitismus“, sein politischer Standpunkt war liberal, gegen Ende seines Lebens entwickelte er Sympathie für die Sozialdemokratie. Offenbar belasteten diese Verschiedenheiten ihr persönliches Verhältnis nicht. Auch nachdem der Kaiser 1918 abgedankt hatte, wurde der Kontakt von beiden Seiten aufrechterhalten, obwohl sich Simon niemals für die Rückkehr zur Monarchie aussprach, sondern die Weimarer Republik aktiv unterstützte.

## Der Kunstmäzen

### Grabungen in Ägypten
Die gemeinsamen Interessen gingen freilich auch über Fragen der Ökonomie und des Judentums weit hinaus. Wilhelm II. betrieb als ein Lieblingsprojekt die Gründung der „Kaiser-Wilhelm-Gesellschaft zur Förderung der Wissenschaften“ – Simon spendete dafür den ungewöhnlich hohen Betrag von 100.000 Reichsmark.

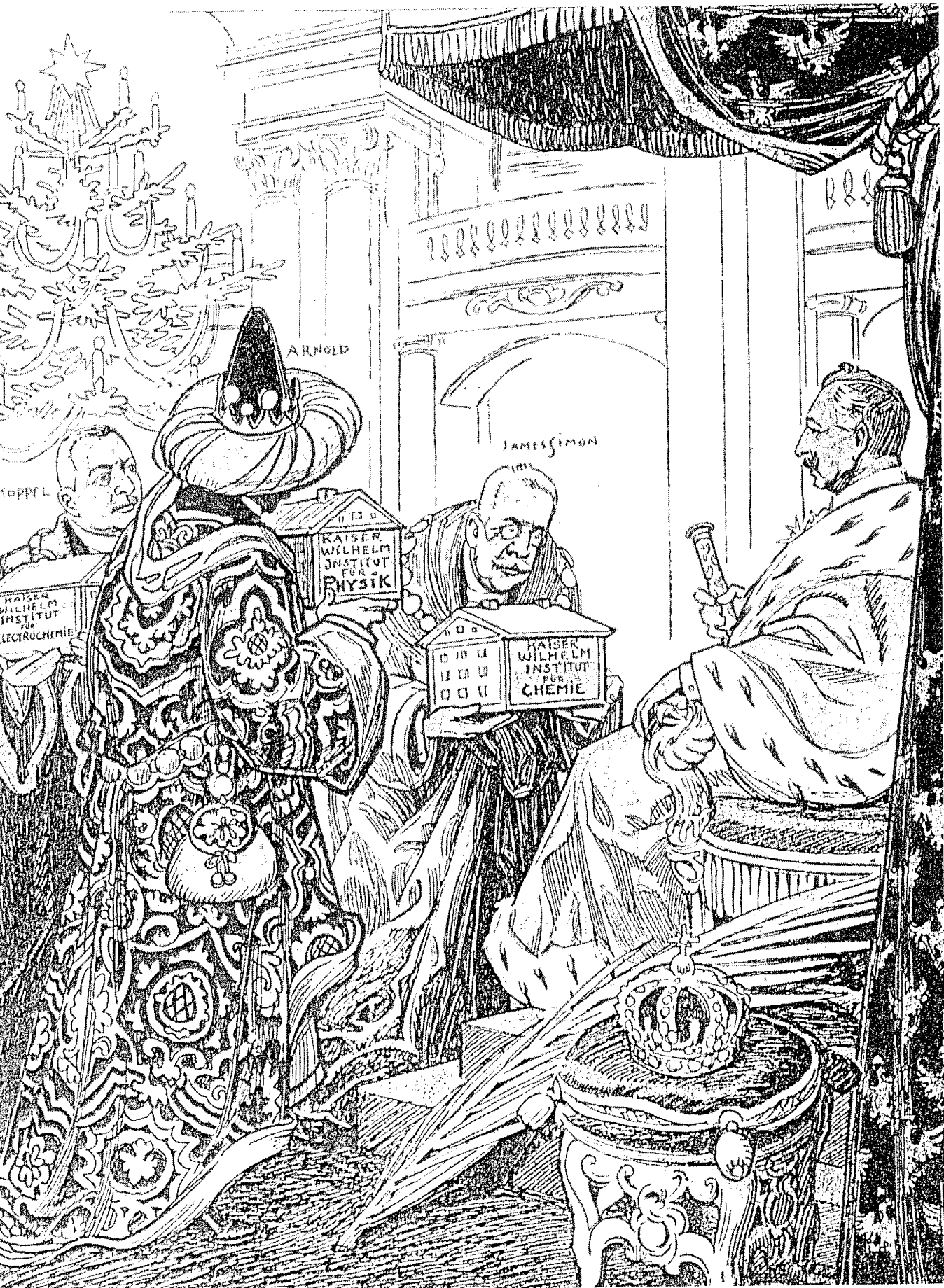
„Beim Friedensfürsten“, Eduard Arnhold, Leopold Koppel und James Simon als Stifter von Kaiser-Wilhelm-Instituten, anonyme Karikatur aus dem Jahr 1914

Vor allem aber pflegten beide eine Leidenschaft für die Antike. Simon war die treibende Kraft hinter der „Deutschen Orient-Gesellschaft“, die mit Protektion des Kaisers 1898 gegründet wurde. In enger Zusammenarbeit mit Wilhelm von Bode, dem Direktor der Berliner Museen, leitete er die Gesellschaft und gab das Geld für viele ihrer Aktivitäten.
Simon finanzierte ab 1911 unter anderem auch die Grabungen von Ludwig Borchardt im ägyptischen Tell el-Amarna, 300 km südlich von Kairo gelegen. Hier hatte Pharao Echnaton um 1340 v. Chr. die neue Hauptstadt Achet-Aton für seinen revolutionär monotheistischen Sonnenstaat erbauen lassen. Die Grabungskampagne verlief außerordentlich erfolgreich. Hauptstücke der zahlreichen Funde waren Porträtköpfe verschiedener Mitglieder der königlichen Familie Echnatons aus Gipsstuck sowie die ungewöhnlich gut erhaltene bemalte Büste der Nofretete, seiner Hauptfrau, aus Kalkstein. Da Simon alleiniger Finanzier war und als Privatperson einen Vertrag mit der ägyptischen Regierung abgeschlossen hatte, ging der deutsche Anteil an den Fundstücken in seinen persönlichen Besitz über.

### Die Privatsammlung
Seine Villa in der Tiergartenstraße hatte er schon vorher zu einem Privatmuseum entwickelt. Private Kunstsammlungen galten in der wilhelminischen Ära als Möglichkeit, gesellschaftliche Bedeutung zu gewinnen und zu demonstrieren – viele so genannte Neureiche machten in den Gründerjahren davon Gebrauch. Bei Simon lagen die Dinge anders. Schon früh hatte er begonnen, Kunst zu sammeln. Mit 34 Jahren erwarb er seinen ersten Rembrandt. Nach 1890, als Seniorpartner in der Familienfirma, konnte er noch deutlich größere Geldbeträge für sein Interesse an der Kunst einsetzen. Es ist mehr als wahrscheinlich, dass ihm die intensive Beschäftigung mit alter Kunst einen Ausgleich für den oft als monoton empfundenen Beruf bot, eine Kompensation auch für den nicht realisierten Wunsch nach einem geisteswissenschaftlichen Studium.
Simons Berater beim Aufbau einer qualitativ hochwertigen Sammlung war seit Mitte der 1880er Jahre Wilhelm von Bode. Bode spielte eine überragende Rolle bei der Entwicklung der Berliner Museen. Daneben förderte er mit seinem fachlichen Rat die Entstehung und den gezielten Ausbau vieler Berliner Privatsammlungen, durchaus auch mit dem Nebengedanken, dass die öffentlichen Sammlungen, die er leitete, später von Schenkungen der kunstliebenden Privatleute profitieren könnten.
Als erster der Berliner Sammler hatte sich Simon entschieden, nicht nur einseitig Bilder oder Skulpturen, sondern gleichzeitig ganz unterschiedliche Kunstgattungen systematisch zu sammeln. Im Mittelpunkt seiner Interessen stand die italienische Renaissance. Unter Anleitung Bodes, der ihn während einer Zeitspanne von etwa 20 Jahren beriet, trug Simon eine umfangreiche Sammlung von Gemälden, Plastiken, Möbeln und Münzen des 15. bis 17. Jahrhunderts zusammen, die auch aus Sicht von Museumsleuten vorbildlich war. In der Villa Simon konnte sie nach Voranmeldung besichtigt werden. Simon selbst wurde 1904 in einem Gemälde von Ernst Oppler verewigt, auf dem er inmitten seiner Sammlung zu sehen ist.

### Schenkungen

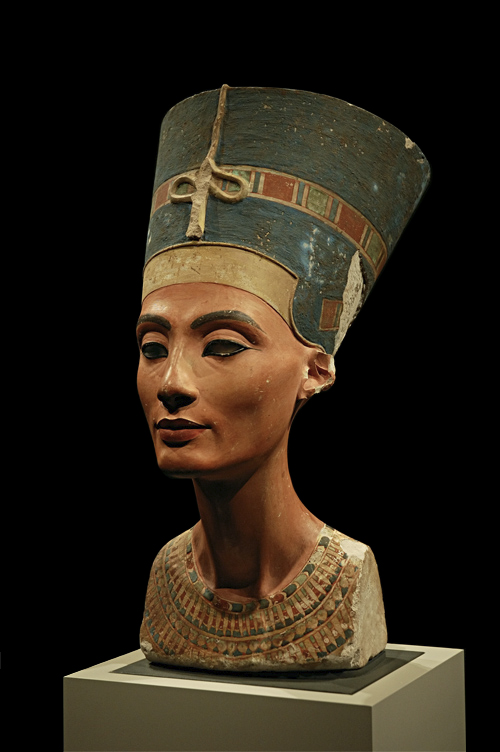
Büste der Nofretete im Ägyptischen Museum Berlin

Im Jahre 1900 nahm Simon das Projekt eines neuen Museums zum Anlass, den staatlichen Sammlungen seine Renaissancekollektion als Schenkung zu überlassen. 1904 wurde das Kaiser-Friedrich-Museum (das heutige Bode-Museum) eröffnet, für Bode seit Jahren ein zentrales Anliegen, vom Kaiser als preußisches Prestigeobjekt gefördert. Es war Simon wichtig, als Sammler und preußischer Patriot an diesem Unternehmen beteiligt zu sein. Seine Sammlung ergänzte nicht nur die vorhandenen Bestände, sie wurde auch in einem eigenen „Kabinett Simon“ ausgestellt, und zwar auf Simons Wunsch in gemeinsamer Vielfalt, ganz ähnlich wie zuvor in seinem Privathaus. Auch war Bode damit einverstanden, dass sich die verschiedenen Kunstkategorien zu einem stilgerechten und stimmungsvollen Gesamteindruck verbanden. Nach diesem Prinzip gestaltete er das ganze Museum. Ebendieses Leitmotiv der Kunstpräsentation wird auch gut 100 Jahre später, nach jahrelanger Sanierung des Bodemuseums und Wiedereröffnung im Herbst 2006 wieder aufgenommen, wenn auch in deutlich abgeschwächter Form als „Bode mild“, wie die Verantwortlichen formulieren.
Gleich nachdem er sich von seiner Renaissancesammlung getrennt hatte, begann Simon mit dem Aufbau einer zweiten Sammlung. Ihr Schwerpunkt lag auf der deutschen und niederländischen Holzplastik des Spätmittelalters, dazu kamen historische Möbel, Wandteppiche, Gemälde und Gegenstände des Kunstgewerbes aus Deutschland, Frankreich und Spanien. Diese Kollektion umfasste etwa 350 Stücke. Simon, der die Berliner Museumslandschaft sehr genau kannte, hatte sie offenbar von Anfang an so zusammengestellt, dass sie die dort vorhandenen Bestände sinnvoll ergänzte. Gleich nach dem Ersten Weltkrieg schenkte er sie den Berliner Museen. – Über lange Jahre engagierte sich Simon zudem für die Sammlung für Deutsche Volkskunde, für das Berliner Münzkabinett und für die Ägyptische und Vorderasiatische Abteilung der Museen. Auch hier schenkte er durchdacht und systematisch, je nach Situation in den einzelnen Museen.
Nach Abschluss der ägyptischen Grabungskampagne hatten 1913 auch die Büste der Nofretete und die anderen Funde aus Tell el-Amarna Platz in Simons Privatsammlung gefunden, in der sich auch bereits das bedeutende, 1905 in Kairo erworbene Eibenholzköpfchen der Königin Teje, der Mutter Echnatons, befand. Zahlreiche Gäste, allen voran Wilhelm II., bewunderten die neuen Attraktionen. Eine erste Kopie der Nofretete überreichte Simon dem Kaiser im Oktober 1913. Bald danach schenkte er den Berliner Museen einen großen Teil seiner Bestände, 1920 auch die inzwischen weltberühmten ägyptischen Fundstücke. Zu seinem 80. Geburtstag wurde Simon mit einer großen Inschrift am Amarnasaal im Neuen Museum geehrt. Seine letzte öffentliche Intervention war ein Brief an den preußischen Kultusminister, in dem er sich für die Rückgabe der Nofretete-Büste an Ägypten verwendete.
1933, nach Beginn der antisemitischen Diktatur der Nationalsozialisten, wurde die erwähnte Inschrift beseitigt, ebenso alle anderen Hinweise auf seine Schenkungen. Heute erinnern eine Bronzebüste und eine Gedenktafel an den Mäzen. Der Text: „Dr. h. c. James Simon, Berlin 1851–1932, schenkte der Deutschen Orient-Gesellschaft die Ausgrabungen in Tell el-Amarna 1911–1914 und ueberliess der Ägyptischen Abteilung im Jahre 1920 die Funde“.

### Nachlass
Sein Nachlass wurde 1932 durch das Auktionshaus Rudolph Lepke in Berlin versteigert.

## Soziales Engagement

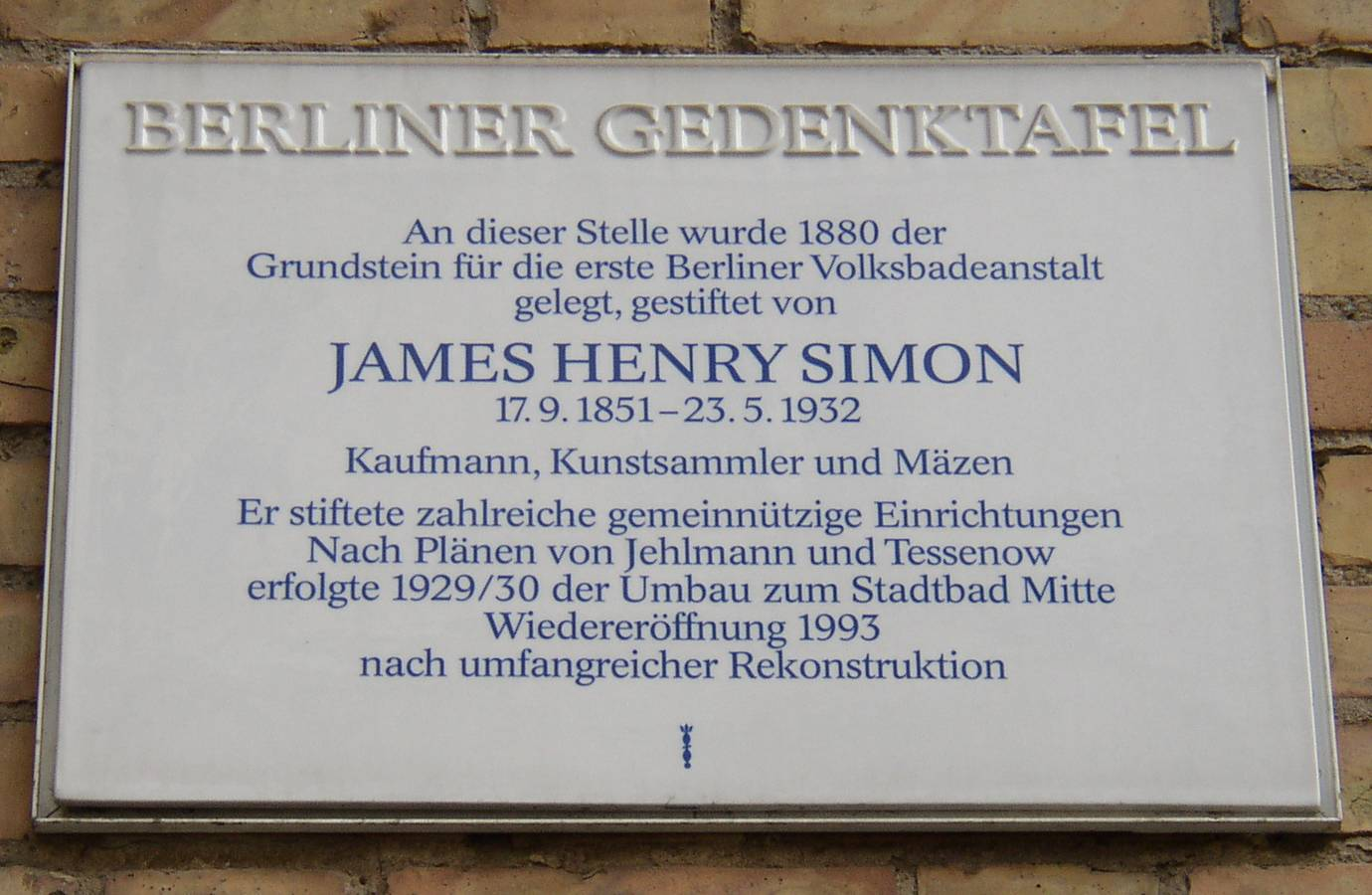
Berliner Gedenktafel am Stadtbad Mitte, Gartenstraße 5 in Berlin-Mitte

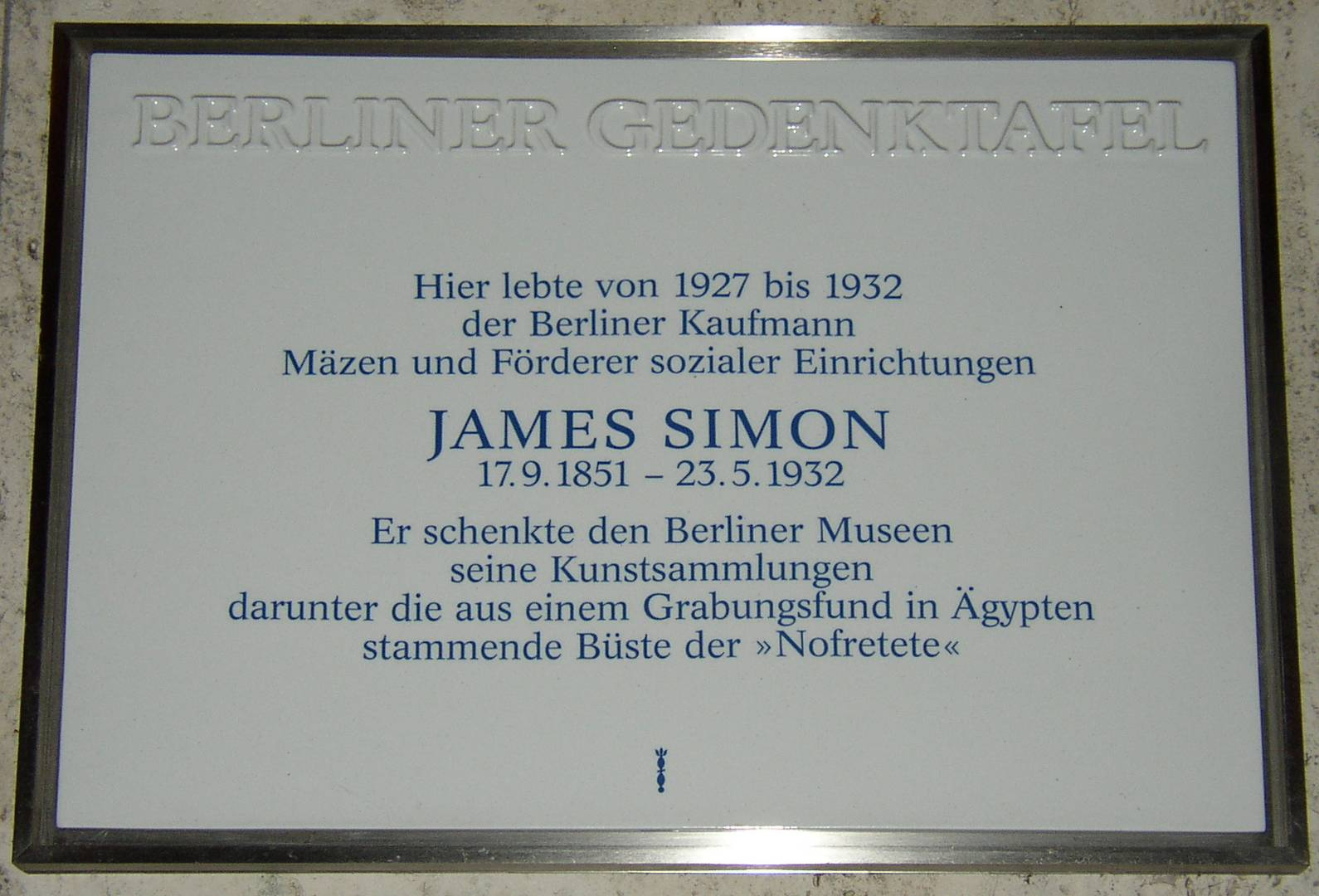
Berliner Gedenktafel am ehemaligen Wohnhaus Kaiserallee 23; heute Bundesallee 23 in Berlin-Wilmersdorf

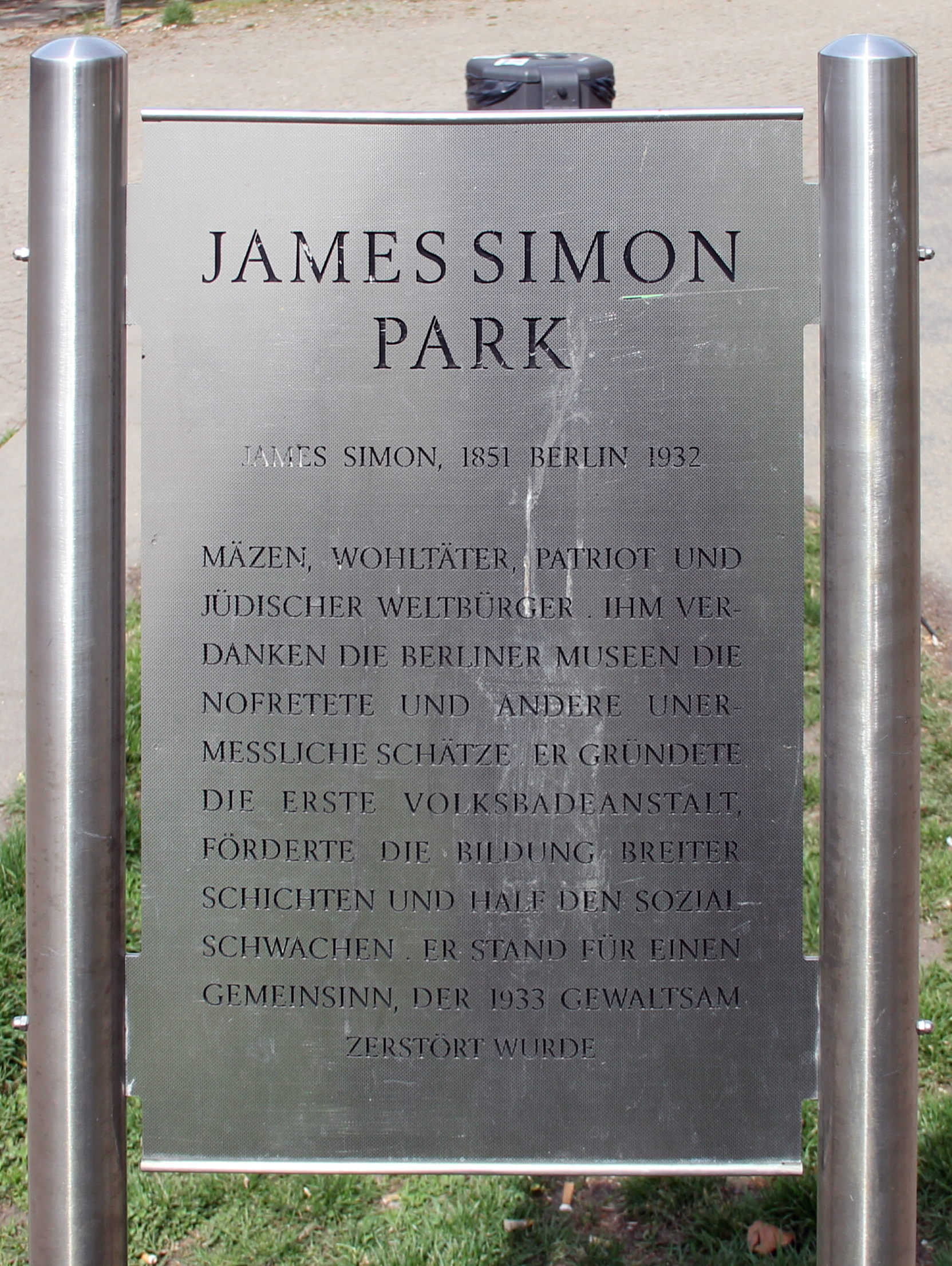
Gedenktafel, James-Simon-Park, in Berlin-Mitte

Insgesamt verschenkte Simon etwa ein Drittel seiner jährlichen Einkünfte. Mit dem überwiegenden Teil unterstützte er nicht Kunst oder Wissenschaft, sondern soziale Projekte. Diese Aktivitäten sind nur sehr lückenhaft dokumentiert, weil Simon keinen Wert darauf legte, dass sie bekannt wurden, sondern dies sogar nach Möglichkeit vermied. Eine Äußerung von ihm unterstreicht diese besondere Haltung: „Dankbarkeit ist eine Last, die man niemandem aufbürden sollte“. Belegt ist immerhin, dass er zahlreiche Hilfs- und Wohltätigkeitsvereine gründete, Volksbäder eröffnete für Arbeiter, die sich ein wöchentliches Bad sonst nicht leisten konnten, Krankenhäuser einrichtete und für Arbeiterkinder Ferienheime an der Ostsee bauen ließ, mittellosen Ostjuden zu einem Start an ihrem neuen Wohnort verhalf, in einem „Verein für Volksunterhaltung“ einfachen Leuten gute Musik und populärwissenschaftliche Kenntnisse nahebringen wollte – die Liste ließe sich erheblich verlängern. Auch persönlich und ganz direkt unterstützte Simon eine ganze Anzahl von Familien, die in Not geraten waren, von Nachwuchsmusikern und vielversprechenden jungen Wissenschaftlern.
Auffällig ist, dass Simon sein Geld und sein Engagement auf diesem Gebiet ausschließlich privaten Einrichtungen und Institutionen zuwendete. Er verstand sich als preußischer Patriot, aber in erster Linie wohl als Bürger, dem sein Reichtum auch eine soziale Verpflichtung bedeutete. So suchte er nach Ansätzen, unabhängig von staatlichem Handeln Impulse zu entwickeln, die das Gemeinwesen voranbringen konnten.

## Bewertungen und Nachwirkungen
Die Motive für Simons gesellschaftliches Engagement waren vielschichtig. Zum Teil wird das Schicksal seiner früh verstorbenen Tochter ihn dazu veranlasst haben. Darüber hinaus basierte sein Mäzenatentum sicher auf jüdischen Traditionen. Simon war kein sehr glaubenseifriger Jude, er beteiligte sich nicht an den Tätigkeiten der jüdischen Gemeinde Berlins und besuchte nicht regelmäßig die Synagoge. Aber offensichtlich fühlte er sich der jüdischen Tradition der Wohltätigkeit verpflichtet, die darauf abzielt, Bedürftigen zu helfen, damit sie sich selber weiterhelfen können. Andere Quellen sehen als Hauptmotiv ein ungewöhnlich konsequent gelebtes „Ideal bürgerlichen Handelns“, unabhängig von jeder Religionszugehörigkeit.
Die Person Simons wird aber auch in Zusammenhang mit einer Neubewertung der wilhelminischen Ära gesehen – oder jedenfalls mit einer relativierenden Betrachtung dieser Zeit. Danach wäre es allzu einseitig, die Kaiserzeit nur mit den gewohnten Bildern zu beschreiben: krasse soziale Ungleichheit, arrogante Militärs, protzige Bankiers und Industrielle, ein großspuriger Monarch von recht begrenzten persönlichen Fähigkeiten. Das Kaiserreich der Vorkriegszeit war auch die Zeit, in der sich politische Parteien entwickelten, Medizin und Technik enorme Fortschritte machten, Berlin zu einer Metropole der Kultur und der Wissenschaften wurde. Was die Stadt in den „Goldenen Zwanzigern“ berühmt machte, war hier zumindest angelegt. James Simon hatte seinen Anteil daran.
Auf Initiative des privaten Freundeskreises James Simon wurde in Kooperation mit der Landesvertretung Baden-Württemberg am 16. Juni 2006 in Anwesenheit vieler seiner Nachkommen und von Vertretern der Deutschen Orient-Gesellschaft eine Gedenktafel an der Außenfassade der Landesvertretung feierlich enthüllt. Kurz zuvor, am 22. Mai 2006, war bereits an der Stelle seines letzten Wohnhauses in der Berliner Bundesallee 23 eine Gedenktafel enthüllt worden.
Im Mai 2007 haben die Bezirksverordnetenversammlung und das Bezirksamt Mitte von Berlin die neu gestaltete öffentliche Grün- und Erholungsanlage an der Burgstraße James-Simon-Park benannt. Der Park zwischen dem Stadtbahnviadukt und der Spree liegt südwestlich vom S-Bahnhof Hackescher Markt, und man blickt von dort direkt auf die Museumsinsel. 2012 erhielt das von ihm gestiftete Stadtbad Mitte den Beinamen „James Simon“.
Die im Juli 2019 in einem Festakt durch Bundeskanzlerin Angela Merkel eröffnete James-Simon-Galerie von David Chipperfield ist zentrales Eingangsgebäude und Besucherzentrum der Berliner Museumsinsel.

## James-Simon-Stiftung
Die James-Simon-Stiftung wurde 2006 in Berlin gegründet. Sie hat das Ziel, an James Simon als Mäzen auf sozialem und kulturellem Gebiet zu erinnern. Alle zwei Jahre verleiht deshalb die James-Simon-Stiftung den James-Simon-Preis für vorbildliches soziales und kulturelles Engagement in Deutschland. Der Preis ist mit 25.000 Euro dotiert. Symbolisch wurde er von dem Künstler Johannes Grützke in Form einer Medaille mit dem Porträt von James Simon gestaltet. Die Stiftung ehrt Menschen, die sich in ähnlicher Weise wie James Simon außergewöhnlich engagieren. Preisträger waren bisher Werner Otto und Maren Otto (2008), Udo van Meeteren (2010), Carmen und Reinhold Würth (2012), Barbara Lambrecht-Schadeberg (2014), Wilhelm Winterstein (2016) und 2019 Christian Dräger.

## Film
- Der Mann, der Nofretete verschenkte. James Simon, der vergessene Mäzen. Dokumentarfilm und szenische Dokumentation, Deutschland, 2012, 43:45 Min., Buch und Regie: Carola Wedel, Produktion: ZDF, 3sat, Reihe: Jahrhundertprojekt Museumsinsel, Erstsendung: 8. Dezember 2012 bei 3sat, Inhaltsangabe (Memento vom 9. August 2013 im Internet Archive) ZDF mit online-Video. Andreas Kilb: Besprechung. In: FAZ.